# Tuta
Tuta（トゥータ）は、2011年からドイツで運営されているオープンソースのエンドツーエンド暗号化電子メールサービスである。旧サービス名はTutanota。

## 概要
Tutaは、Tuta利用者同士の電子メールを自動的にエンドツーエンド暗号化する。これにより、PGPなどの知識が無い人物でも簡単に電子メールを暗号化し、安全性を保つことが出来る。日本EMDR学会では臨床事例の送付方にTutanotaを使用する事を推奨している。
TutaはオープンソースでありGitHubにソースコードが公開されている。
2018年8月、TutaはF-Droidでアプリをリリースした最初のメールサービスとなり、プロプライエタリなコードへの依存をすべて排除した。通知をSSE(Server Sent Events)に置き換えることでGCM(Google Cloud Messaging)への依存を排除した。それだけでなく、検索機能、二段階認証機能も追加され、UIも新しくなった。
2020年11月、ケルンの裁判所は、恐喝未遂に使用された単一のTutaアカウントの監視を命じた。監視機能は、このアカウントが受信する将来の暗号化されていない電子メールにのみ適用され、以前に受信した電子メールには影響しない。
2023年11月、サービス名をTutanotaからTutaに変更した。

## 暗号化
Tutaは、Tuta利用者同士の電子メールを自動的にエンドツーエンド暗号化する。
Tutaが電子メールの送受信の暗号化に用いているのは、PGPではない。PGPは規格上、電子メールの件名を暗号化しないが、Tutaは独自の暗号化形式を採用し電子メールの件名も暗号化している。Tutaの暗号化の対象は、電子メールの本文、件名、添付ファイル、送信者・受信者名。

## アカウント
無料プランと有料プランが存在し、無料プランの場合は1GBの保存容量、1時間あたり100通までのメール送信が可能。
2023年6月～プラン変更。以下のpremium・Teamは終了、Revolutionaryやビジネスプランの種類も増え機能増加。全体的に値上げされた。
| プラン名称         | 料金（年間） | 保存容量 | カスタムドメイン |
| ------------------ | ------------ | -------- | ---------------- |
| プライベートプラン |              |          |                  |
| Free               | 無料         | 1GB      | 利用不可         |
| Premium（終了）    | €12          | 1GB      | 利用可           |
| Revolutionary      | €36          | 20GB     | 利用可           |
| Legend             | €96          | 500GB    | 利用可           |
| ビジネスプラン     |              |          |                  |
| Teams（終了）      | €48          | 10GB     | 利用可           |
| Essential          | €72          | 50GB     | 利用可           |
| Advanced           | €96          | 500GB    | 利用可           |
| Unlimited          | €144         | 1000GB   | 利用可           |

## ドイツによる監視
サーバーが置かれているのがドイツのため、Tutaはドイツの法規制と監視を受ける。
2019年6月にイツェホーの地方裁判所で下された判決に基づき、裁判所命令がある際に暗号を解除してメール内容を監視する機能を実装した。
一度は欧州司法裁判所の判決でこれは取り消されたが、2020年8月ケルンの地方裁判所の判決で再び実装が要求された。Tutaは反発し上告の準備を進めている。

## 検閲
Tutaは2019年10月以降エジプトでブロックされ、 2020年2月以降ロシアでもブロックされている。

## サイバー攻撃
2020年8～9月、何者かによってTutaサービスに対してDDoS攻撃（サービス妨害攻撃）が行われ、利用者がサービスにアクセスできない事態が複数発生。運営元はステータスページの設置、DNSホスティングプロバイダーの変更や、予備のウェブサイトの周知などの対策を行った。

## 名称変更
2023年11月、公式ブログにてTutanotaからTutaにサービス名を変更したことを発表した。名称変更の理由として、Tutanotaという名前が電話や何気ない会話で覚えてもらうのに最も簡単でなかったから、と説明している。
名称変更に伴い、公式サイトのURLがtutanota.comからtuta.comにリダイレクトされるようになった。
2024年1月時点では、メールアドレスとして@tuta.comを取得できるのは有料プランのみとなっている。